# Vigor Lamezia Calcio 2012-2013
Questa pagina raccoglie le informazioni riguardanti la Vigor Lamezia Calcio nelle competizioni ufficiali della stagione 2012-2013.

## Rosa
| N. |                   | Ruolo | Calciatore              |
| -- | ----------------- | ----- | ----------------------- |
|    | Italia (bandiera) | D     | Dario Donato Cascione   |
|    | Italia (bandiera) | D     | Luigi Castaldo          |
|    | Italia (bandiera) | A     | Giovanbattista Catalano |
|    | Italia (bandiera) | C     | Giovanni Catanese       |
|    | Italia (bandiera) | C     | Carmine Cerchia         |
|    | Italia (bandiera) | A     | Andrea Cirianni         |
|    | Italia (bandiera) | D     | Carlo Crialese          |
|    | Italia (bandiera) | A     | Fabio De Luca           |
|    | Italia (bandiera) | C     | Filippo Di Maira        |
|    | Italia (bandiera) | C     | Alessandro Ferrara      |
|    | Italia (bandiera) | P     | Francesco Forte         |
|    | Italia (bandiera) | D     | Filippo Gattari         |

| N. |                      | Ruolo | Calciatore            |
| -- | -------------------- | ----- | --------------------- |
|    | Italia (bandiera)    | C     | Sante Giacinti        |
|    | Italia (bandiera)    | C     | Giovanni Giuffrida    |
|    | Argentina (bandiera) | A     | Lucas Longoni         |
|    | Italia (bandiera)    | C     | Benedetto Mangiapane  |
|    | Italia (bandiera)    | D     | Domenico Marchetti    |
|    | Italia (bandiera)    | C     | Luigi Martino         |
|    | Italia (bandiera)    | D     | Luigi Monopoli        |
|    | Italia (bandiera)    | A     | Nicola Petrilli       |
|    | Italia (bandiera)    | A     | Luigi Rana            |
|    | Italia (bandiera)    | C     | Gianfranco Rondinelli |
|    | Italia (bandiera)    | D     | Pasquale Saccà        |
|    | Italia (bandiera)    | A     | Domenico Zampaglione  |